# Afrosphenella senecionicola
Afrosphenella senecionicola är en insektsart som först beskrevs av Kenneth Hedley Lewis Key 1937.  Afrosphenella senecionicola ingår i släktet Afrosphenella och familjen Pyrgomorphidae. Inga underarter finns listade i Catalogue of Life.